# Ngaoundaye
Ngaoundaye ist eine Ortschaft in der Präfektur Lim-Pendé im äußersten Nordwesten der Zentralafrikanischen Republik. Ngaoundaye ist die Hauptstadt der gleichnamigen Unterpräfektur, die im Westen der Präfektur Lim-Pendé liegt.

## Lage und Verkehr
Ngaoundaye liegt an einer Verbindungsstraße, die von dem etwa 40 Kilometer weiter im Landesinneren gelegenen Ndim zu den Grenzen mit Kamerun (15 Kilometer Entfernung) und dem Tschad (12 Kilometer Entfernung) führt. Das Dreiländereck Zentralafrikanische Republik – Kamerun – Tschad liegt auch in einer Entfernung von etwa 15 Kilometern. Die nächsten größeren Städte sind das etwa 75 Kilometer südlich gelegene Bocaranga und das etwa 120 Kilometer östlich gelegene Paoua. Die Straßen der Region sind nicht befestigt.
Die Ortschaft liegt zwischen zwei Flüssen, dem Mbéré im Westen, der die Grenze zu Kamerun darstellt und dem Nana Barya im Osten. Beide fließen über den Logone Occidental dem Tschadsee zu.
Ngaoundaye liegt im Yadé-Massiv, umgeben von den Bergen Goulé, Koun Nzoro, Pana, Ndim und Babourou.

## Bevölkerung und Lebensumstände
Die wichtigsten Völker der Region sind die Pana, die die gleichnamige Sprache sprechen, die Gongue und die Pondo. Durch die Nähe zu Kamerun funktioniert in Ngaoundaye das kamerunische Mobilfunknetz (Stand 2016).
Ein großes Problem vor Ort ist Unterernährung.

## Einrichtungen
Das Krankenhaus von Ngaoundaye ist eine wichtige Institution für die medizinische Grundversorgung der Bevölkerung. An dem Krankenhaus wurden auch Forschungen durch europäische Mediziner durchgeführt. Die Versorgung ist jedoch trotzdem nur unzureichend, da nur wenig medizinisches Personal vorhanden ist und viele Menschen sich eine Fahrt zum Krankenhaus und eventuelle Kosten für die Untersuchungen und die Medizin nicht leisten können.

## Bürgerkrieg ab 2012
Durch die abgelegene Lage in der Grenzregion, die durchlässigen Grenzen und die geringe Präsenz des Staates ist die Region von Ngaoundaye anfällig für Bedrohungen durch bewaffnete Kräfte, sodass es während des 2012 angefangenen Bürgerkrieges in der Zentralafrikanischen Republik zu heftigen Kämpfen zwischen der Séléka und der Anti-Balaka kam, was zu Fluchtbewegungen innerhalb des Landes und in die beiden Nachbarländer führte. Während die Gegend auch von bewaffneten nicht sesshaften Fulbe-Viehzüchtern durchzogen wird, waren ab 2016 auch Rebellen der 3R in der Region aktiv. Dazu gab es bewaffnete Selbstverteidigungskräfte.
Im Juni 2016 wurden neun von der Polizei entwaffnete Ex-Séléka-Kämpfer von lokalen Selbstverteidigungskräften getötet. Im April 2017 plünderten Ex-Séléka-Kämpfer die zwei Missionsstationen, wobei es vier Tote gab. Einheiten der MINUSCA vertrieben die Milizen anschließend. 2021 besetzten bewaffnete Kräfte der 3R die Stadt. Obwohl es zu keinen Plünderungen oder Übergriffen kam, flüchtete ein Teil der Bevölkerung aus der Stadt.
Während der bewaffneten Auseinandersetzungen blieben die Schulen meist geschlossen, die Nahrungsversorgung verschlechterte sich dramatisch.